# Grasshopper Club Zürich
Der Grasshopper Club Zürich (abgekürzt GC oder GCZ oder bekannt als Grasshoppers Zürich, Grasshoppers bzw. nur Hoppers) ist ein Schweizer Sportclub aus Zürich. Der Verein wurde 1886 als erster Fussballclub in der Stadt Zürich gegründet.
Die älteste und bekannteste Sektion des Grasshopper Clubs ist die Fussball-Abteilung. Der Grasshopper Club Zürich ist Schweizer Fussball-Rekordmeister und -cupsieger. Er ist Stadtrivale des FC Zürich. Das Trainingszentrum der der ersten Männerfussball-Mannschaft ist der GC Campus in Niederhasli. Ebenfalls findet der gesamte Spielbetrieb der GC Frauen, des Nachwuchses und der Junioren dort statt. Seit der Gründung wird ein blau-weisses Trikot getragen, das sich farblich vom Stadtwappen von Zürich herleitet.
Der GCZ ist auch in anderen Sportarten vertreten. Im Handball spielen die Zürcher in der höchsten Liga und sind ebenfalls Rekordmeister. Die Ruder-Sektion hat schon Olympiasieger hervorgebracht. Im Eishockey wurde der GCZ in der Saison 1965/66 Schweizer Meister. Im Landhockey ist der Club häufig im Europacup anzutreffen. Verschiedene Nationalspieler stellen die Sektionen Unihockey und Basketball. Daneben ist der GCZ auch im Curling, Squash, Tennis, Rugby und seit 2012 im Beachsoccer aktiv. Der Zentralpräsident des gesamten Clubs ist Peter Fanconi.

## Geschichte

### Gründung

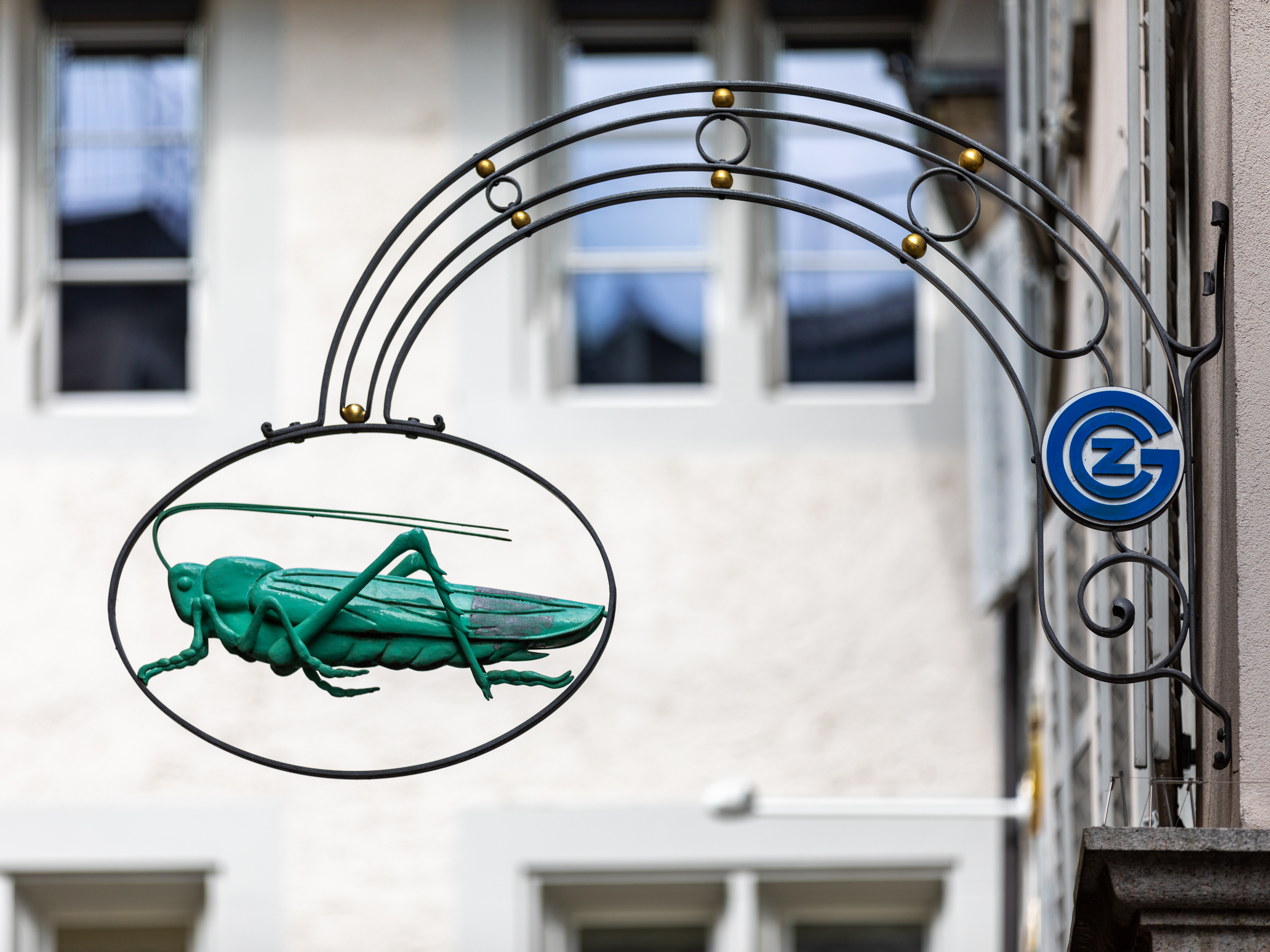
Nasenschild des Grasshopper Clubs Zürich in der Waaggasse in Zürich

Der Grasshopper Club Zürich wurde vom englischen Studenten Tom E. Griffith (im Mitgliederverzeichnis von 1907 als «Silk Merchant» vermerkt) am 1. September 1886 in Zürich als Fussballclub gegründet. Wie er zu seinem Namen Grasshopper (englisch für Heuschrecke) kam, ist nicht überliefert. Im angelsächsischen Sprachraum führen verschiedene Rasensportvereine Grasshopper(s) im Namen, darunter der 1869 im nordenglischen Preston gegründete Rugby-Club Preston Grasshoppers. Unter verschiedenen Deutungen hält der Club jene für glaubwürdig, denen zufolge «die GC-Pioniere überzeugt waren, sich im sportlichen Wettkampf auf Gras so behende und geschickt zu bewegen» wie das Insekt.
Sein erstes Spiel bestritt der Club im Oktober 1886. Die Partie gegen den «Polytechnikum Football Club» der ETH endete 0:0. Im Laufe der Begegnung verletzten sich drei Spieler. Die Medien verurteilten das Spiel als sinnloses Unterfangen, einem schmutzigen Lederball nachzurennen, anstatt die Freizeit nutzbringender zu verwenden. Danach wurden weitere Freundschaftsspiele bestritten, darunter 1893 das erste Fussballspiel einer Schweizer Mannschaft auf deutschem Boden. Gegen das damals deutsche Strassburg resultierte ein 1:0-Sieg.

### Gewinn der 1. Meisterschaft
In der Saison 1897/98 gewann der Grasshopper Club die erste Schweizer Meisterschaft. Sie wurde damals noch im Cup-System ausgetragen. 1899/00 endete auch die erste nach Punktesystem ausgetragene Meisterschaft mit dem GC als Meister. Nach zwei weiteren Meistertiteln folgten schwierige Zeiten. Es stand kein Spielterrain mehr zur Verfügung, und 1909 trat der GC aus dem Schweizerischen Fussballverband (SFV) aus. 1916 waren die Grasshoppers wieder bereit, dem SFV beizutreten, und der Verband entsprach dem Gesuch, sofort wieder in der höchsten Spielklasse antreten zu dürfen. Nach einem weiteren Meistertitel 1921 wurde 1926 erstmals der Schweizer Cup ausgetragen. Auch diese Trophäe gewannen die Stadtzürcher mit einem 2:1-Sieg gegen den FC Bern.

### Entwicklung ab 1925
Ab 1925 war der Ungar Dori Kürschner, der im Vorjahr noch zum Trainerstab der Schweiz gehört hatte, die bei den Olympischen Spielen die Silbermedaille gewann, Trainer beim GCZ. Unter ihm gewannen die Grasshoppers im Folgejahr zum ersten Mal das Double. Er war von 1925 bis 1934 beim GCZ beschäftigt und errang die Schweizer Meisterschaft in den Spieljahren 1926/27, 1927/28 und 1930/31 sowie vier Cupsiege. Er ist bis heute der zweiterfolgreichste Trainer in der Geschichte des Traditionsvereins. 1931 wurde der GCZ von Fussballexperten aus ganz Europa zur viertstärksten europäischen Mannschaft gewählt.

### Ära Rappan/Bickel
Ein paar Jahre später begann die Ära von Karl Rappan und Fredy Bickel. Trotz den Kriegswirren wurde die Schweizer Fussballmeisterschaft während des Zweiten Weltkrieges normal durchgeführt. Der GC gewann während dieser Zeit drei Meisterschaften und errang vier Cupsiege. 1948/49 stieg der Club zum ersten Mal ab. In der Saison des Wiederaufstiegs 1951/52 gewannen die Hoppers mit dem Meistertitel und einem 2:0 im Cupfinal gegen den FC Lugano das Double. Nach einer zweimonatigen Weltreise und 18 Freundschaftsspielen in der Saison 1954/55 gewann der Grasshopper Club 1955/56 erneut das Double. Dieses wurde durch einen 1:0-Finalsieg im Cupfinal gegen den BSC Young Boys besiegelt.

### Vizemeister 1958
Der Vizemeistertitel 1958 war der Beginn einer erfolglosen Phase. Der GCZ zählte fortan für längere Zeit nicht mehr zum Spitzentrio der Schweiz. Der 11. Rang in der Saison 1963/64 stellte den Tiefpunkt dar. Erst 1968 gelang dem Club wieder eine starke Saison, die mit dem Erreichen des 2. Schlussranges endete. 1970/71 lieferten sich der Grasshopper Club Zürich und der FC Basel ein Kopf-an-Kopf-Rennen um die Meisterschaft. Nach den 26 Meisterschaftsspielen lagen beide Clubs punktgleich an der Tabellenspitze; in einem in Bern ausgetragenen Entscheidungsspiel vor 51'000 Zuschauern besiegte der GCZ den FC Basel nach Verlängerung mit 4:3 und gewann seinen 16. Meistertitel. Der schwedische Nationalspieler Ove Grahn avancierte mit zwei Toren zum Matchwinner.
In den nächsten Jahren spielte der Grasshopper Club wieder vorne mit, und 1977/78 feierten die Zürcher den Meistertitel, nachdem sie sich knapp gegen den Servette FC und den FC Basel durchgesetzt hatten. In dieser Saison allerdings noch höher einzuschätzen waren die Erfolge, die man im UEFA-Cup erreichte. Nachdem der GC gegen BK Frem, Inter Bratislava, Dinamo Tiflis sowie Eintracht Frankfurt gewonnen hatte, scheiterte man im Halbfinal am SC Bastia. Zwar wurde das Heimspiel mit 3:2 gewonnen, aber eine 0:1-Niederlage in Bastia bedeutete das Ausscheiden für die Blau-Weissen, aufgrund der damals gültigen Auswärtstorregel.

### Erfolge ab 1982
Der nächste Meisterschaftsgewinn folgte 1982 mit drei Punkten vor dem Servette FC. Auch dieser Titel wurde von einer starken Leistung im UEFA-Cup begleitet. Der GCZ besiegte den dänischen Verein Kjøbenhavns Boldklub, den portugiesischen Verein FC Porto sowie die Italiener von AC Torino und scheiterte wieder an einem französischen Club, dieses Mal im Viertelfinal gegen den FC Sochaux.
In der nächsten Saison unter Trainer Hennes Weisweiler (1982/83) wurde der GCZ, dieses Mal mit einem Punkt vor dem Servette FC, wiederum Schweizer Meister. Auch im Cup war Servette der härteste Konkurrent. Nach einem 2:2-Unentschieden im ersten Final musste ein Wiederholungsspiel die Entscheidung bringen. Dieses gewann der Grasshopper Club mit 3:0. Eine Saison später waren der GCZ und Servette am Ende der Meisterschaft punktgleich, sodass es wiederum zu einem Entscheidungsspiel im Berner Stadion Wankdorf kam. Ein verwandelter Penalty von Andy Egli in der 104. Minute bescherte dem Nobelclub einen 1:0-Sieg. Es war der erste Titelhattrick in der Vereinsgeschichte. Die Genfer mussten sich zum dritten Mal in Folge mit der Vizemeisterschaft begnügen. Ein Jahr später gewann Servette den Meistertitel, und der GCZ belegte Rang sechs. Die nächsten Erfolge feierte der Verein im Cup, und auch dort schafften die Stadtzürcher einen Titelhattrick. Finalgegner waren 1988 der FC Schaffhausen (2:0), 1989 der FC Aarau (2:1) und 1990 Neuchâtel Xamax (2:1).
Vor der Saison 1985/86 sorgte die Meldung für Furore, dass die Stadtzürcher als letzter NLA-Club auch mit einem Trikotsponsor (Nissan) auflaufen würden.

### Trainer Ottmar Hitzfeld

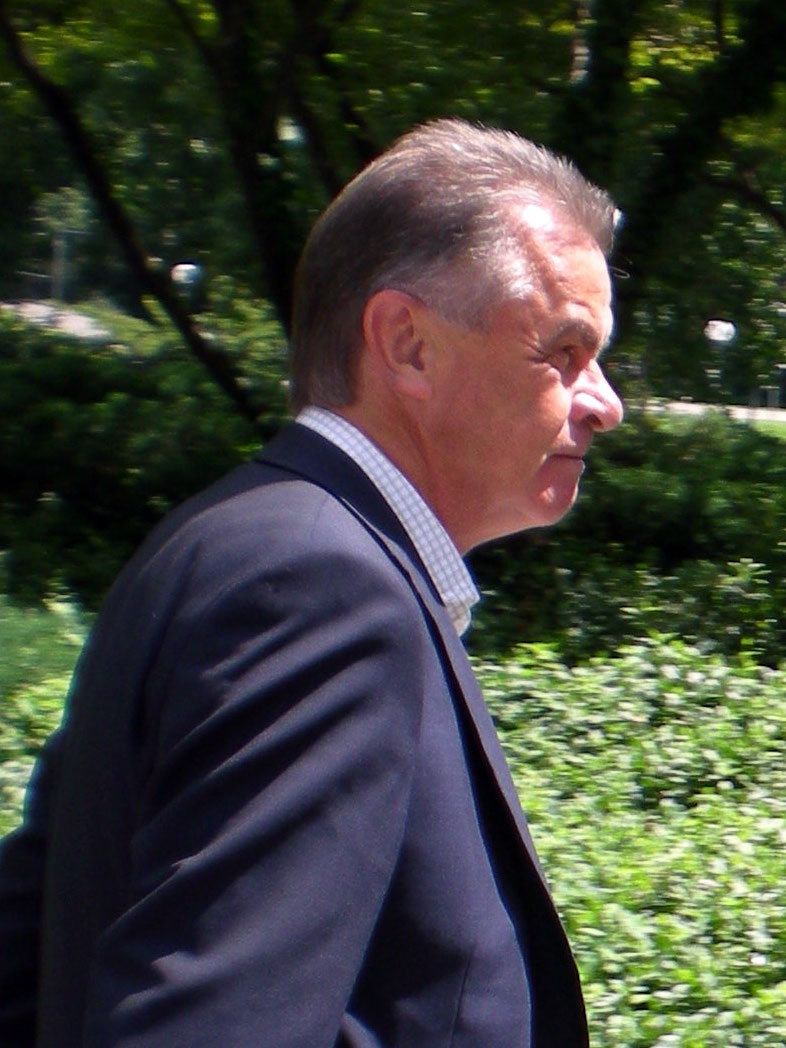
Ottmar Hitzfeld

In der Meisterschaft 1989/90 war der GCZ unter dem Trainer Ottmar Hitzfeld auch in der Meisterschaft wieder erfolgreich: Der Verein stand zusammen mit Lausanne-Sports nach der Finalrunde punktgleich an der Tabellenspitze, diesmal entschied einzig die höhere Punktzahl nach der Qualifikation (erste 22 Runden). Somit gewann der Grasshopper Club das nationale Double. Adrián de Vicente war der Topscorer der Grasshoppers, musste sich aber im Kampf um den Torschützenkönig dem beim FC St. Gallen spielenden Chilenen Iván Zamorano geschlagen geben. In der nächsten Saison (1990/91) wurde nachgedoppelt. Die drei Punkte Rückstand auf den FC Sion nach der Qualifikation wurden aufgeholt, und die Grasshoppers gewannen erneut die Schweizer Meisterschaft. Ottmar Hitzfeld verabschiedete sich mit diesem Titel und wechselte zu Borussia Dortmund.

### Saison 1991/92 und 1992/93

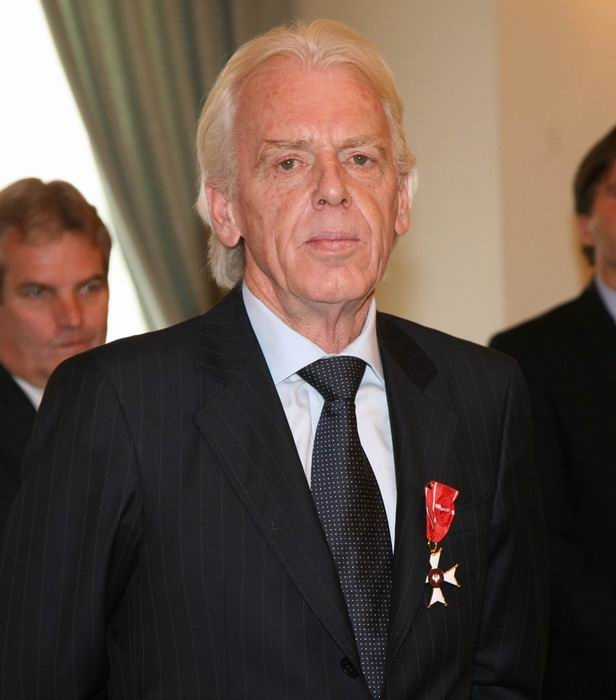
Leo Beenhakker

Die Saison 1991/92 war von Budgetkürzungen geprägt. Alle Spieler, ausser Mark Strudal, akzeptierten Gehaltskürzungen, und somit konnte die Meistermannschaft, die nun von Oldrich Svab trainiert wurde, gehalten werden. Dennoch schafften die Stadtzürcher die Titelverteidigung nicht und schlossen die Saison auf dem dritten Platz ab. Nach einem enttäuschenden Saisonstart zur nächsten Saison wurde Oldrich Svab durch den niederländischen Trainer Leo Beenhakker ersetzt. Nach mässigen Meisterschaftsspielen setzte man sich im UEFA-Cup 1992/93 in der ersten Runde gegen Sporting Lissabon nach einem 3:1-Sieg in Lissabon (Hinspiel: 1:2) durch. In der nächsten Runde scheiterten die Hoppers an der AS Rom (Hinspiel 0:3 in Rom und Rückspiel 4:3). In der letzten Qualifikationsrunde am 6. Dezember 1992 verloren die Zürcher gegen die Young Boys mit 1:2 und fielen damit unter den Strich. Die Hoppers mussten somit in der Abstiegsrunde antreten. Die letzte Chance auf einen Europacup-Platz führte über den Schweizer Cup. Doch im Cupfinal verloren die Stadtzürcher mit 1:4 gegen den FC Lugano. Der Ligaerhalt wurde geschafft, aber Beenhakker wurde entlassen. Auch Ciriaco Sforza verliess den Club und wechselte zum 1. FC Kaiserslautern.

### Ära Christian Gross

#### 1993–1996
Zum 1. Juli 1993 wurde der vom FC Wil verpflichtete Christian Gross Trainer des Clubs. Er führte den GCZ in seiner ersten Saison beinahe zum Double. Doch ein 1:1 gegen den FC Aarau in der letzten Runde war zu wenig, und so gewann der Servette FC die Meisterschaft. Im Cupfinal wurde der FC Schaffhausen mit 4:0 besiegt. Giovane Élber wechselte zum VfB Stuttgart und Torhüter Martin Brunner zu Lausanne-Sports.
In der Saison 1994/95 wurde eine neue Mannschaft geformt. Die Grasshoppers bezwangen im UEFA-Cup Odessa, schieden jedoch gegen Sampdoria Genua aus. Das Spiel gegen Sampdoria war die erste Fussball-Partie, die vom damals aufstrebenden Privatsender TeleZüri ausgestrahlt wurde. In der Meisterschaft startete man stark. Schon drei Spiele vor Saisonende sicherte sich der GCZ mit einem 1:0-Sieg gegen den FC Basel den Meistertitel. Der Cupfinal wurde mit 2:4 gegen den FC Sion verloren. Die Saison 1995/96 begann mit vier Punkten aus den ersten drei Spielen.
Es kam zum Qualifikationsspiel für die neu geformte UEFA Champions League. Im Hinspiel gegen Maccabi Tel Aviv kam der GCZ nicht über ein 1:1 hinaus. In Tel Aviv war es Alexandre Comisetti, der mit seinem goldenen Tor in der 4. Minute den 0:1-Sieg und damit die Champions-League-Qualifikation sicherstellte. Der Auftakt gegen Ferencváros Budapest ging jedoch mit 0:3 klar an die ungarischen Gäste. Gegen Real Madrid verlor man beide Spiele (Hinspiel in Madrid 0:2 und Rückspiel 0:2). Je einen Punkt gewannen die Zürcher gegen Ajax Amsterdam (0:3 beim Hinspiel in Amsterdam und 0:0 beim Rückspiel) und Ferencváros (3:3 im Rückspiel in Budapest).
In der Winterpause der Schweizer Meisterschaft lag der GCZ einen Punkt vor dem FC Sion und verstärkte seinen Sturm mit dem Transfer von Kubilay Türkyılmaz. Dieser trug mit seinen Toren entscheidend zum Erfolg bei. Der Grasshopper Club schaffte die Titelverteidigung mit fünf Punkten Vorsprung auf Sion. Marcel Koller, der mit 13 Jahren zum GCZ wechselte und dem Club seither treu blieb, beendete nach der Europameisterschaft 1996 seine Spielerkarriere. Für die nächste Saison wurde der Sturm mit dem rumänischen Torschützenkönig Viorel Moldovan verstärkt.

#### Champions-League-Saison 1996/97
In der Saison 1996/97 startete der GCZ erneut schwach und bezog dabei eine Heimniederlage im Stadtderby gegen den FC Zürich. Drei Siege in Folge stimmten zuversichtlich für das Champions-League-Qualifikationsspiel gegen Slavia Prag, das die Hoppers 5:0 gewannen. Ein weiterer 1:0-Sieg in Prag bedeutete eine ungefährdete Qualifikation. Die Gegner in den Gruppenspielen hiessen Glasgow Rangers, Ajax Amsterdam und AJ Auxerre. Der Grasshopper Club Zürich schlug zum Auftakt die Rangers aus Glasgow mit ihrem Starspieler Paul Gascoigne 3:0. Nun ging es in die neu gebaute Amsterdam Arena zum Vorjahresfinalisten Ajax Amsterdam. Dort schoss Murat Yakin den Ball aus 40 Metern ins Netz. Dieses aussergewöhnliche Tor entschied die Partie. Eine 0:1-Niederlage in Auxerre wurde durch einen 3:1-Heimsieg gegen dieselbe Mannschaft kompensiert.
Nach einer 2:1-Niederlage in Glasgow brauchte man im letzten Heimspiel gegen Ajax noch einen Punkt. Der beste Stürmer der Grasshoppers, Kubilay Türkyılmaz, fiel aus. Trotz Grosschancen und Pfostentreffern der Zürcher schoss Patrick Kluivert Ajax in die Viertelfinals und den Schweizer Rekordmeister aus dem Wettbewerb. Die Mannschaft schied mit neun Punkten aus der Champions League aus.
In der Meisterschaft zeichnete sich inzwischen ein Vierkampf zwischen FC Sion, Neuchâtel Xamax, Lausanne-Sports und dem Grasshopper Club um den Titel ab. Nach Siegen gegen Lausanne und Xamax verlor der GCZ zu Hause vor 20'000 Zuschauern gegen Sion mit 1:2. Die Meisterschaft war zugunsten von Sion entschieden, und der GCZ beendete die Saison auf dem dritten Rang. Während man in der Meisterschaft 1997/98 lange nach der Form suchte, setzten sich die Grasshoppers in der UEFA-Cup-Qualifikation gegen Coleraine FC (Nordirland) und Brann Bergen (Norwegen) durch. Das nächste Spiel gegen Dinamo Zagreb endete mit einem 4:4. Im Rückspiel in Zürich ging Dinamo früh mit 2:0 in Führung. Mats Gren und Pascal Zuberbühler wurden vom Feld verwiesen, sodass Verteidiger Boris Smiljanić ins Tor musste. Robert Prosinečki machte die 0:5-Niederlage mit zwei verwandelten Elfmetern in der Schlussphase perfekt.
In der Meisterschaft zeigte die Leistungskurve nach oben. Doch Trainer Christian Gross verliess den Club und ging zu Tottenham Hotspur. Hanspeter Latour wurde Interimstrainer. Die Zürcher überwinterten mit zwei Punkten Vorsprung auf Lausanne-Sports. Auch Viorel Moldovan verliess den Club nach England und wechselte für neun Millionen Schweizer Franken zu Coventry City. Nachfolger von Trainer Christian Gross wurde Rolf Fringer. Die Grasshoppers scheiterten im Schweizer Cup, aber drei Runden vor Schluss wurde ein 2:1-Sieg im Derby gegen den FC Zürich gefeiert, und die daraus resultierenden 16 Punkte Vorsprung bedeuteten den 25. Meistertitel.

### Saison 1998/99
1998/99 begann die Saison mit der Eröffnung der neu gebauten Westtribüne. Es ging in die Champions-League-Qualifikation. Der luxemburgische Vertreter Jeunesse Esch wurde klar (6:0 und 2:0) geschlagen. Der GCZ traf zum entscheidenden Spiel auf Galatasaray Istanbul. Im Hinspiel hatten die Zürcher eine 2:1-Niederlage in Istanbul bezogen, und Hakan Şükür führte die Türken mit zwei Toren auch in Zürich zum Erfolg (2:3). Nun ging es im UEFA-Cup zum belgischen Rekordmeister RSC Anderlecht. Nachdem der Grasshopper Club in Brüssel 2:0 gesiegt hatte, reichte ein torloses Remis in Zürich für das Weiterkommen. Nächster Gegner war die AC Florenz mit dem argentinischen Star Gabriel Batistuta. Die Italiener gewannen das Hinspiel im Hardturm mit 2:0. Das Rückspiel musste aufgrund einer Stadionsperre in Salerno ausgetragen werden. In der Halbzeit explodierte ein Knallkörper neben einem Linienrichter. Der Schiedsrichter pfiff das Spiel nicht mehr an, und der GCZ erreichte forfait die nächste Runde. Da der Rasen im Heimstadion in Mitleidenschaft gezogen worden war, spielte man den Achtelfinal gegen Girondins Bordeaux im Letzigrund. Nach einem 3:3 ging das Rückspiel in Bordeaux torlos aus, und der GCZ schied aus dem Wettbewerb aus.
In der Meisterschaft lag der GCZ in der Winterpause auf Platz zwei hinter dem Servette FC. Die Hoppers spielten stärker und waren eine Runde vor Schluss punktgleich mit Servette. Ein Unentschieden im letzten Spiel der Saison zwischen Lausanne und Servette hätte dem GCZ zum Titel gereicht. Aber auch ein 5:0-Heimsieg der Hoppers gegen Neuchâtel Xamax genügte nicht zum Titel, da Servette siegte und damit wegen des höheren Bonus aus der Vorrunde neuer Schweizer Meister wurde. Auch im Cup blieb ein Titelgewinn der Stadtzürcher aus, und Lausanne-Sports besiegte den Grasshopper Club im Final mit 2:0. Die grösste Clublegende aller Zeiten, Fredy Bickel, verstarb am 18. August 1999.

### Umbruch ab Sommer 1999
Der Club war mittlerweile verschuldet, und in der Sommerpause 1999 kam es zum grossen Umbruch. Eine Investorengruppe von Schweizer Wirtschaftsgrössen übernahm die Aktienmehrheit, Präsident Romano Spadaro wurde von Peter Widmer beerbt. Neuer Trainer wurde der Engländer Roy Hodgson, ausserdem wurde Stéphane Chapuisat verpflichtet. In der Meisterschaft startete der Stadtclub mittelmässig und konnte vorerst nicht mit der Spitze mithalten. Im UEFA-Cup setzte man sich gegen AB Kopenhagen durch, scheiterte aber an Slavia Prag. Im Schweizer Cup verloren die Hoppers im Elfmeterschiessen gegen den FC Basel und schieden früh aus. Der erste Gegner in der Finalrunde der Saison 1999/2000 war der Tabellenführer FC St. Gallen. Der GCZ kassierte in der Nachspielzeit das 4:4, und der Anschluss an den späteren Meister St. Gallen wurde verpasst. Schliesslich beendete man die Saison auf dem vierten Platz.

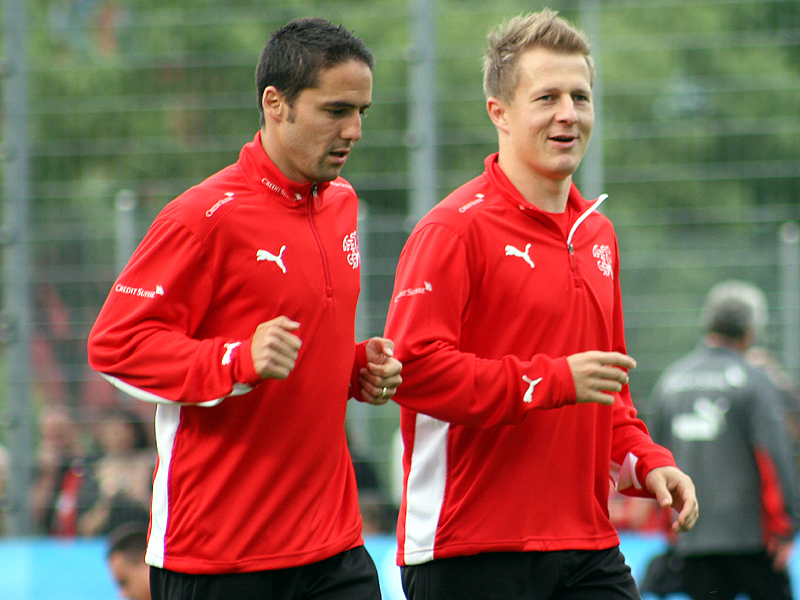
Ricardo Cabanas und Christoph Spycher

Der Vorstand setzte inzwischen bescheidenere Ziele. Trainer Hans-Peter Zaugg sollte ein neues Team aufbauen. Zwar spielten die Hoppers zu Beginn der Saison 2000/01 inkonstant, doch auch die Konkurrenz fand zu keiner konstanten Leistung. In der Winterpause belegte man Platz drei und startete eine Transferoffensive: Der Kroate Mate Baturina, die Senegalesen Papa Bouba Diop und Henri Camara, Christoph Spycher und der Uruguayer Richard Núñez wurden verpflichtet. Nach einigen Spieltagen in der Finalrunde zeichnete sich ein Dreikampf zwischen dem GCZ, FC Lugano und FC St. Gallen ab. Es kam zu drei wegweisenden Partien: Nach einem 1:1 gegen Wintermeister Lugano stand das Zürcher Derby an. Richard Núñez schoss den Grasshopper Club zum 4:2-Sieg. Es folgte das Auswärtsspiel im neu errichteten St. Jakob-Park. Ex-GCZ-Junior Feliciano Magro schoss vor 33'000 Zuschauern Basel mit 3:1 in Front. In der 90. Minute erzielte Richard Núñez mit einem direkt verwandelten Freistoss den Anschlusstreffer. Die Hoppers warfen nun alles nach vorne, und der Ball landete in der 93. Minute im Netz, Henri Camara glich zum 3:3 aus. Dank einem Heimsieg gegen den FC Sion war der Meistertitel inzwischen in Reichweite. Das letzte Meisterschaftsspiel in St. Gallen war auch der Spitzenkampf und die Entscheidung um den Titel. Der FC St. Gallen wurde, dank zwei Toren von Núñez, mit 4:0 besiegt. Der Grasshopper Club stemmte den Meisterpokal zum 26. Mal in die Höhe.

### Statistik der Trainer seit der Jahrtausendwende
| Nr.                    | Trainer             | Zeit          | Zeit          | Zeit | Daten | Daten | Daten | Daten | Daten       | Titel                                      |
| Nr.                    | Trainer             | von           | bis           | Tage | Sp.   | S     | U     | N     | Siegesquote | Titel                                      |
| ---------------------- | ------------------- | ------------- | ------------- | ---- | ----- | ----- | ----- | ----- | ----------- | ------------------------------------------ |
| 01                     | Hans-Peter Zaugg    | 15. Juli 2000 | 21. Okt. 2001 | 493  | 53    | 26    | 9     | 18    | 49,1 %      | Schweizer Meister 2000/01                  |
| 02                     | Marcel Koller       | 17. Feb. 2002 | 2. Okt. 2003  | 592  | 79    | 42    | 20    | 17    | 53,2 %      | Schweizer Meister 2002/03                  |
| 03                     | Alain Geiger        | 15. Feb. 2004 | 2. Okt. 2004  | 230  | 23    | 9     | 11    | 3     | 39,1 %      |                                            |
| 04                     | Hanspeter Latour    | 20. Feb. 2005 | 11. Dez. 2005 | 294  | 44    | 18    | 14    | 12    | 40,9 %      |                                            |
| 05                     | Krassimir Balakow   | 12. Feb. 2006 | 19. Mai 2007  | 461  | 65    | 25    | 19    | 21    | 38,5 %      |                                            |
| 06                     | Hanspeter Latour    | 18. Juli 2007 | 30. Mai 2009  | 682  | 79    | 32    | 23    | 24    | 40,5 %      |                                            |
| 07                     | Ciriaco Sforza      | 11. Juli 2009 | 14. Apr. 2012 | 1008 | 109   | 44    | 17    | 48    | 40,4 %      |                                            |
| 08                     | Uli Forte           | 21. Apr. 2012 | 1. Juni 2013  | 406  | 49    | 23    | 14    | 12    | 46,9 %      | Schweizer Cup 2012/13                      |
| 09                     | Michael Skibbe      | 14. Juli 2013 | 6. Dez. 2014  | 510  | 67    | 29    | 16    | 22    | 43,3 %      |                                            |
| 10                     | Pierluigi Tami      | 15. Jan. 2015 | 11. März 2017 | 786  | 94    | 33    | 24    | 37    | 35,1 %      |                                            |
| 11                     | Carlos Bernegger    | 18. März 2017 | 24. Aug. 2017 | 159  | 19    | 6     | 5     | 8     | 31,6 %      |                                            |
| 12                     | Murat Yakin         | 10. Sep. 2017 | 10. Apr. 2018 | 212  | 26    | 9     | 7     | 10    | 34,6 %      |                                            |
| 13                     | Thorsten Fink       | 23. Apr. 2018 | 4. März 2019  | 253  | 30    | 7     | 4     | 19    | 23,3 %      |                                            |
| 14                     | Tomislav Stipić     | 6. März 2019  | 9. Apr. 2019  | 34   | 5     | 0     | 3     | 2     | 00,0%       |                                            |
| 15                     | Uli Forte           | 9. Apr. 2019  | 9. Feb. 2020  | 306  | 32    | 11    | 11    | 10    | 34,4 %      | Relegation Challenge League                |
| 16                     | Goran Djuricin      | 10. Feb. 2020 | 15. Mai 2020  | 95   | 2     | 1     | 0     | 1     | 50,0 %      |                                            |
| 17                     | Zoltán Kádár        | 15. Mai 2020  | 5. Aug. 2020  | 82   | 13    | 7     | 3     | 3     | 53,8 %      |                                            |
| 18                     | João Carlos Pereira | 6. Aug. 2020  | 10. Mai 2021  | 277  | 37    | 20    | 7     | 10    | 54,1 %      |                                            |
| 19                     | Zoltán Kádár        | 11. Mai 2021  | 8. Juni 2021  | 28   | 2     | 1     | 1     | 0     | 50,0 %      | Challenge-League-Sieger 2020/21 (Aufstieg) |
| 20                     | Giorgio Contini     | 9. Juni 2021  | aktuell       | 431  | 43    | 12    | 16    | 15    | 27,9 %      |                                            |
| Stand: 14. August 2022 |                     |               |               |      |       |       |       |       |             |                                            |

### Saison 2001/02 und Trainer Marcel Koller
2001/02 hatte GC wieder die Chance auf die Champions-League-Qualifikation. Gegner war der FC Porto. Vor 47'000 Zuschauern spielte man im Stadion Das Antas in Porto 2:2. Im Rückspiel stand es 15 Minuten vor dem Ende 1:2, doch Deco beendete die Träume der Stadtzürcher mit einem weiteren Treffer. Am Ende verloren die Grasshoppers mit 2:3 und mussten im UEFA-Cup weitermachen. Dort besiegte man Dinamo Bukarest (3:1/3:1), FC Twente Enschede (4:1/2:4) und scheiterte schliesslich an Leeds United (1:2/2:2).
In der Meisterschaft konnte man den FC Basel in drei von vier Direktbegegnungen schlagen, aber die Stadtzürcher leisteten sich zu viele Punktverluste gegen die anderen Vereine. In der Winterpause wurde Trainer Hanspeter Zaugg durch Marcel Koller ersetzt. Der Ex-GCZ-Trainer Christian Gross hatte in Basel mittlerweile eine starke Mannschaft zusammengestellt und gewann den ersten Meistertitel des Erzrivalen FC Basel seit 22 Jahren. Die Grasshoppers verloren auch den Cupfinal im «Joggeli» (St. Jakob-Park). Ein von Boris Smiljanić verschuldeter Handspenalty in der 113. Minute wurde von Ex-GC-Spieler Murat Yakin zum 2:1-Schlussresultat für Basel verwandelt. Der Uruguayer Richard Núñez gewann die Torjägerkrone der Saison 2001/02 mit 28 Saisontoren.
Für die Saison 2002/03 verpflichtete der Grasshopper Club zwei neue Argentinier. Als Abwehrchef kam Fernando Gamboa, der zuvor für Clubs wie CSD Colo-Colo, River Plate und die Boca Juniors gespielt hatte. Als Stürmer wurde Antonio Barijho von den Boca Juniors verpflichtet. Die junge Mannschaft von Marcel Koller startete stark in die Meisterschaft. Das erste Spiel gegen den Aufsteiger FC Wil gewann man mit 4:1. Der GCZ gewann die ersten sechs Spiele und lag in der Winterpause zwei Punkte vor dem FC Basel. Im UEFA-Cup schlug man Zenit St. Petersburg (3:1/1:2), scheiterte aber in der nächsten Runde an PAOK Saloniki durch ein Gegentor in der Nachspielzeit (1:1/1:2). Im Schweizer Cup verloren die Grasshoppers den Halbfinal im Elfmeterschiessen bei Neuchâtel Xamax. In der Meisterschaft lieferten sich die Zürcher und die Basler weiterhin ein Kopf-an-Kopf-Rennen. In der 30. Runde schien der FC Basel zum ersten Mal am Grasshopper Club vorbeiziehen zu können. Doch der GCZ glich in der Nachspielzeit zum 2:2 gegen Neuchâtel Xamax aus, während der FCB mit 2:0 gegen den BSC Young Boys verlor. Weil die Stadtzürcher anschliessend nicht verloren und das Direktduell ebenfalls 2:2 ausging, wurde der GCZ zum 27. Mal Schweizer Meister. Man lag seit dem ersten Spieltag an der Tabellenspitze und am Schluss einen Punkt vor dem FC Basel.

### Saison 2003/04 und Neuausrichtung in der Saison 2004/05
Die Finalrunde wurde ab der Meisterschaft 2003/04 abgeschafft. Der Grasshopper Club startete schlecht in die Meisterschaft. Die Champions-League-Qualifikation war nach einem 1:0-Heimsieg über AEK Athen aber greifbar nahe. Eine 3:1-Niederlage in Athen bedeutete jedoch wiederum, dass es im UEFA-Cup weiterging. Dort schied man gegen Hajduk Split aufgrund der Auswärtstorregel aus (1:1/0:0). Der weitere Meisterschaftsverlauf verlief enttäuschend, sodass Meistertrainer Marcel Koller nach zwölf Spielen im Anschluss an eine Niederlage gegen seinen früheren Arbeitgeber FC Wil zurücktrat. Carlos Bernegger übernahm seinen Posten ad interim bis zur Winterpause und wurde danach von Alain Geiger beerbt. Der Lichtblick dieser Saison waren das Auftreten im Schweizer Cup und der Halbfinalsieg im Zürcher Derby. Der GCZ lag dabei nach 83 Minuten gegen den FC Zürich mit 2:5 im Rückstand, doch das Spiel wurde nach Verlängerung mit 6:5 gewonnen. In der Meisterschaft belegte man Rang sieben mit fünf Punkten Vorsprung auf den Abstiegsplatz. Der Cupfinal wurde gegen den späteren Absteiger FC Wil mit 2:3 verloren. Am 4. Juni 2004 starb der langjährige GCZ-Förderer und «Gärtner der Nation» Werner H. Spross.
Auch 2004/05 war zu Saisonbeginn keine Steigerung zu sehen, sodass Alain Geiger schon vor der Winterpause durch Interimstrainer Carlos Bernegger ersetzt wurde. GCZ lag auf Rang sieben und war im Cup an der AC Bellinzona gescheitert. Walter Brunner wurde neuer Präsident. Es kam zu einer kompletten Neuausrichtung, das Budget und die Löhne wurden gekürzt. Während der Saison wurde Ex-Hopper Hanspeter Latour vom FC Thun als neuer Trainer zurückgeholt. Die Resultate wurden besser, der GCZ beendete die Meisterschaft auf Rang drei und qualifizierte sich für den UEFA-Cup. In der Saison 2005/06 starteten die Grasshoppers harzig. Je länger die Meisterschaft dauerte, desto besser spielten sie. Jedoch wurde die Verletztenliste stetig länger. Die Hoppers beendeten die Herbstrunde auf Rang drei. Im Swisscom Cup schied man in der zweiten Runde gegen den FC Winterthur aus. Im UEFA-Cup schafften die Hoppers gegen Wisła Płock und Myllykosken Pallo -47 den Einzug in die Gruppenspiele. Dort verloren die Stadtzürcher alle vier Spiele und beendeten die Gruppenphase auf dem letzten Platz.
In der Winterpause wechselte Trainer Hanspeter Latour zum 1. FC Köln und wurde durch den 92-fachen bulgarischen Internationalen Krassimir Balakow ersetzt. Mit Balakow erreichte man Platz vier und qualifizierte sich für den UI-Cup.

### Saison 2006/07 bis 2008/09
In der Saison 2006/07 spielte der GCZ eine starke Vorrunde und lag mehrere Wochen auf Platz eins der Tabelle. Zudem erreichten die Hoppers via UI-Cup die Gruppenphase des UEFA-Cups, wo man wie im Vorjahr punktelos blieb und ausschied. In der Winterpause wurden zahlreiche neue Spieler verpflichtet, die grösste Beachtung fand der Transfer von Aílton zum GCZ. Die Rückrunde allerdings missriet, schliesslich resultierte der sechste Platz. Im April 2007 kündigte der komplette Verwaltungsrat um Präsident Brunner seinen Rücktritt an. Einige Tage später wurde die neue Führung vorgestellt, unter ihnen Roger Berbig als Präsident, Erich Vogel als Vizepräsident und Sportchef und Heinz Spross, Neffe des verstorbenen Werner H. Spross, als neuer Financier. Als erste Amtshandlung entliess die neue Führung Krassimir Balakow im Mai 2007 noch vor dem letzten Spiel der Meisterschaft, bei dem die Mannschaft interimistisch von Carlos Bernegger trainiert wurde.

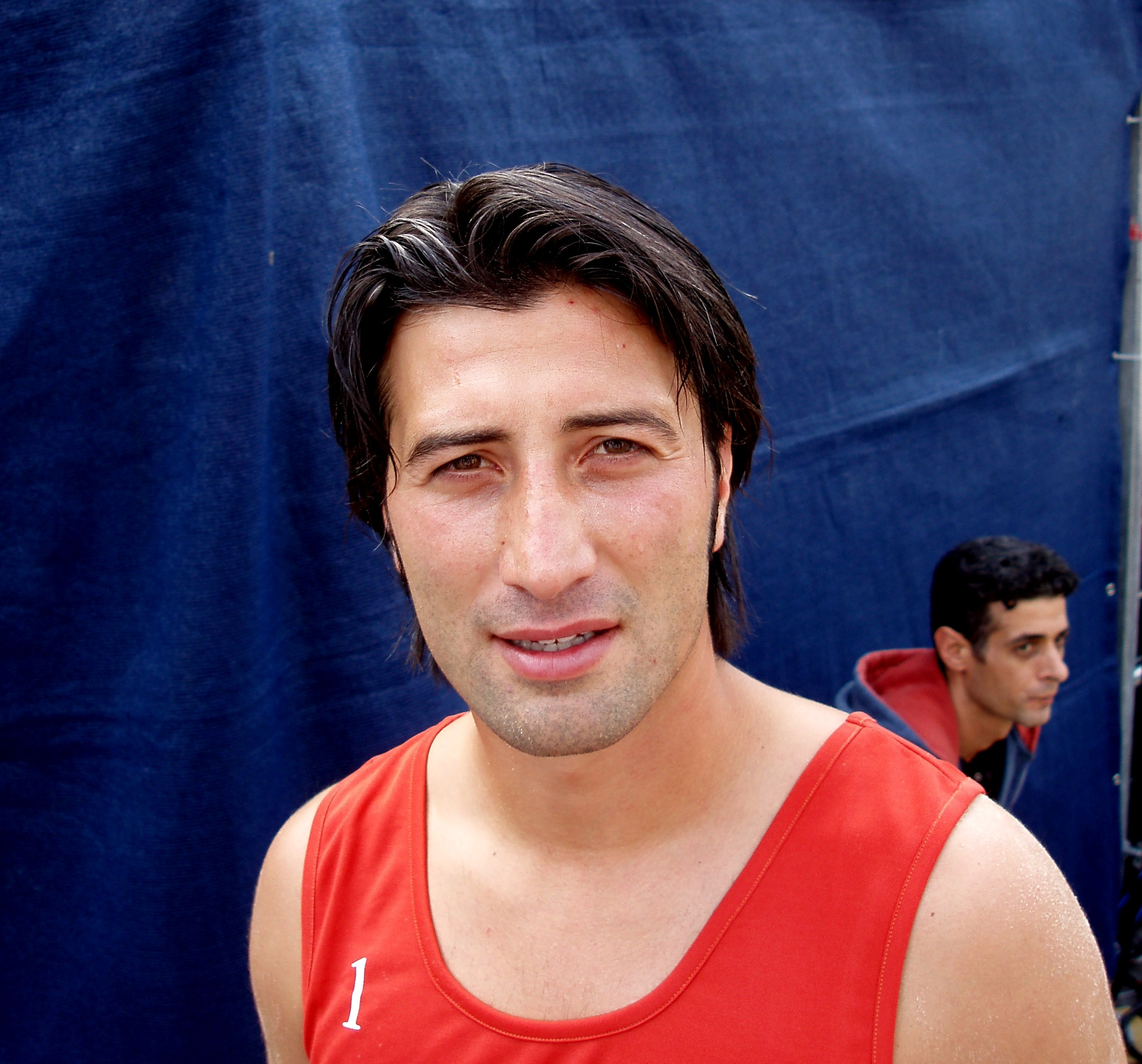
Murat Yakin

Im Sommer 2007 wurde Hanspeter Latour wieder als Cheftrainer zurückgeholt. Seine Co-Trainer waren zunächst Murat Yakin sowie Walter Grüter, die vom Zweitligisten Concordia Basel zu den Zürchern wechselten. Latour erhielt wie seine Assistenten einen Dreijahresvertrag. In der Winterpause wechselte Co-Trainer Murat Yakin zum FC Frauenfeld und wurde durch Mats Gren ersetzt. Diese Saison begann für GC schlecht. Die Grasshoppers verloren zu viele Punkte wegen Gegentoren in der Nachspielzeit. Nach 10 Runden lag man nach einer 3:5-Niederlage gegen den FC St. Gallen auf dem letzten Tabellenplatz. Die Mannschaft steigerte sich gegen Ende der Hinrunde. Ihr Höhepunkt war der 2:1-Sieg über den Stadtrivalen FC Zürich. Das bedeutete gleichzeitig den 100. Derbysieg. Trotz der Steigerung verlor GC im Cup gegen den FC Basel. Nach 18 Runden belegte GC Platz sieben. Mit am Rückrunden-Erfolg beteiligt waren der Torhüter Eldin Jakupović, der im Herbst von Lokomotive Moskau zu den Zürchern stiess, und der junge argentinische Stürmer Raúl Bobadilla, der am Saisonende hinter YB-Captain Hakan Yakin den zweiten Platz in der Torschützenliste belegte. Die Saison 2007/08 beendete GC auf dem vierten Platz.
In der Meisterschaft 2008/09 wurde der 4. Platz erreicht. Meister wurde der Stadtrivale FC Zürich.

#### Hochstapler-Investor 2009
Im Frühjahr 2009 drohte GC ohne frische Finanzen der Verlust der Lizenz, sie wurde dem Verein in der ersten Instanz verweigert. Erich Vogel und Heinz Spross unterschrieben einen Vertrag, der zu Investitionen von hunderten von Millionen führen sollte. Beim vermeintlichen Spross einer Affäre im arabischen Raum handelte es sich aber um einen mittellosen Hilfsarbeiter.

### Seit Saison 2009/10
Hanspeter Latour wurde trotz bis 2010 laufendem Vertrag beurlaubt und durch Ciriaco Sforza ersetzt. Die Saison 2009/10 wurde mit dem 3. Platz beendet. In der Rückrunde waren die Grasshoppers das zweitstärkste Team. Ausserdem wurden der FC Basel und der FC Zürich jeweils mit 4:0 besiegt.
Am 13. April 2012 gab der Club bekannt, dass Trainer Ciriaco Sforza auf eigenen Wunsch nach dem Spiel am folgenden Tag zurücktreten werde. Ebenfalls im April 2012 übernahm der frühere Swiss-Chef André Dosé das Präsidentenamt beim Grasshopper Club. In seiner Amtszeit wurde GC im Jahr 2013 Cupsieger und rangierte in der Meisterschaft hinter dem FC Basel auf dem zweiten Rang. Jedoch musste Dosé am 22. September 2013 einen Rückschlag verarbeiten, als das gemeinsame Stadionprojekt mit der Stadt Zürich und dem FC Zürich in einer Volksabstimmung knapp scheiterte. Dies nachdem das privat finanzierte, später auf juristischem Weg von den Gegnern erfolgreich bekämpfte Vorgängerprojekt auf dem Hardturm-Areal im Jahre 2003 von der Zürcher Stimmbevölkerung noch klar gutgeheissen worden war. Bereits nach 18 Monaten trennten sich der Verein und der Präsident wieder, da die kurzfristigen sportlichen Ambitionen unter Dosé die im Vergleich zu den Spitzenclubs bescheidenen langfristigen finanziellen Möglichkeiten überstiegen.
Der Verein stieg 2018/19 zum ersten Mal nach 70 Jahren wieder in die zweithöchste Schweizer Liga ab. Dies war erst der zweite Abstieg in der Vereinsgeschichte des Rekordmeisters. Die darauffolgende Saison war geprägt durch die COVID-19-Pandemie, die in der Rückrunde für einen mehrmonatigen Unterbruch sorgte. Während der Spielbetrieb im April 2020 ruhte, wurde die Übernahme des Grasshopper Clubs durch chinesische Investoren bekannt. Letztlich verpassten die Grasshoppers durch ein 0:6 am letzten Spieltag gegen den FC Winterthur den zur Aufstiegs-Barrage berechtigenden zweiten Platz und verblieben für eine weitere Saison in der zweithöchsten Spielklasse. Ein Jahr später gelang ihnen jedoch der Direktaufstieg in die Super League.

## Erfolge (national)
- Schweizer Meisterschaft (27)
  - 1898, 1900, 1901, 1905, 1921, 1927, 1928, 1931, 1937, 1939, 1942, 1943, 1945, 1952, 1956, 1971, 1978, 1982, 1983, 1984, 1990, 1991, 1995, 1996, 1998, 2001, 2003
- Challenge League (1)
  - 2021
- Schweizer Cup (19)
  - 1926, 1927, 1932, 1934, 1937, 1938, 1940, 1941, 1942, 1943, 1946, 1952, 1956, 1983, 1988, 1989, 1990, 1994, 2013
- Schweizer Supercup (1)
  - 1989
- Schweizer Ligacup (2)
  - 1973, 1975

## Erfolge (international)
- 2 × Qualifikation für UEFA Champions League (1995, 1996)
- 2 × Meistercup Viertelfinal (1957, 1979)
- 2 × Meistercup Achtelfinal (1971, 1984)
- 1 × UEFA-Cup Halbfinal (1978)
- 1 × UEFA-Cup Viertelfinal (1981)
- 2 × UEFA-Cup Achtelfinal (1980, 1999)
- 1 × Mitropacup Viertelfinal (1937)
- 1 × Cupsieger-Cup Viertelfinal (1990)
- 1 × Cupsieger-Cup Achtelfinal (1995)
- 7 × UEFA-Intertoto-Cup-Sieger (1979, 1988, 1989, 1991, 1994, 2006, 2008)

## Ewige Tabelle
GC liegt derzeit (Ende Saison 2023/24) auf dem 1. Rang der ewigen Tabelle der Super League.

## Historische Siege
21. Mai 1956 – Schweizer Cup – Final

Grasshopper Club Zürich – BSC Young Boys 1:0 (0:0)

GC Zürich: Kunz, Koch, Bouvard, Jäger, Frosio, Müller, Hüssy I, Hagen, Vukosavljevic, R. Ballaman, Duret, Trainer: Willi Hahnemann

BSC YB: Eich, Bigler, Steffen, Bäriswyl, Häuptli, Schneiter, Grütter, Zahnd (46. Wirsching), Meier, Hamel, Scheller, Trainer: Albert Sing

Tore: 1:0 Vukosavljevic (84.)

Schiedsrichter: Gottfried Dienst (Basel)

Zuschauer: 48'000 (Stadion Wankdorf, Bern)
8. Juni 1971 – Schweizer Meisterschaft – Entscheidungsspiel

Grasshopper Club Zürich – FC Basel 4:3 nach Verlängerung (2:2, 1:1)

GC Zürich: Deck, Rüegg, Staudenmann, Citherlet, Mocellin, André Meyer (46. Noventa), Gröbli, Ohlhauser, Peter Meier (46. Müller), Grahn, Schneeberger, Trainer: René Hüssy

FC Basel: Kunz, Mundschin, Kiefer, Fischli, Ramseier (103. Demarmels), Odermatt, Sundermann, Benthaus, Balmer, Hauser, Wenger

Tore: 1:0 Ohlhauser (17.) 1:1 Mundschin (23.) 1:2 Wenger (69.) 2:2 Grahn (74.) 3:2 Grahn (97.) 4:2 Meier (107.) 4:3 Benthaus (118.)

Zuschauer: 51'000 (Stadion Wankdorf, Bern)
27. Mai 1978 – Schweizer Meisterschaft – Letzter Spieltag

Grasshopper Club Zürich – FC Basel 4:2 (1:1)

GC Zürich: Berbig, Hey, Thomas Niggl, Montandon, Nafzger, Wehrli, Meyer, Ponte, Müller, Elsener, Sulser, Trainer: Helmuth Johannsen

FC Basel: Küng, Mundschin, Fischli (71. Schär), Maradan, Geisser, Demarmels, Tanner, von Wartburg, Maissen, Schönenberger (65. Marti), Lauscher

Tore: 1:0 Sulser (39.) 1:1 Tanner (43.) 1:2 Tanner (51.) 2:2 Ponte (53.) 3:2 Elsener (79.) 4:2 Elsener (90.)

Zuschauer: 25'000 (Hardturm, Zürich)
1. November 1978 – Meistercup

Grasshopper Club Zürich – Real Madrid CF – 2:0 (1:0)

GC Zürich: Inderbitzin, Wehrli, Montandon, Hey, Heinz Hermann, Ponte, Meyer, Bauer, Hermann Herbert(76. Egli), Sulser, Traber, Trainer: Helmuth Johanssen

Real Madrid CF: Miguel Angel, Sol, Benito, Pirri, San José, Del Bosque, Guerini (80. Roberto Martínez), Wolff, Juanito, Santillana, Jensen, Trainer: Luis Molowny

Tore: 1:0 Claudio Sulser (8.), 2:0 Claudio Sulser (88.)

Schiedsrichter: Adolf Prokop

Zuschauer: 35'000 (Hardturm, Zürich)
25. September 1996 – UEFA Champions League – Gruppe A

Ajax Amsterdam – Grasshopper Club Zürich 0:1 (0:0)

Ajax Amsterdam: Van der Sar, Santos, Ronald de Boer, Frank de Boer, Blind, Musampa, Overmars, Juan (68. Melchiot), Bogarde, Babangida (75. Scholten), Litmanen (46. Wooter), Trainer: Louis van Gaal

GC Zürich: Zuberbühler, Gren, Thüler, Haas, Gämperle, Vogel, Murat Yakin, Lombardo (89. Koller), Esposito, Magnin (78. Comisetti), Moldovan (89. Smiljanić), Trainer: Christian Gross

Tore: 0:1 Murat Yakin (59.)

Schiedsrichter: Günter Benkö

Zuschauer: 42'000 (Amsterdam Arena)
3. März 2004 – Schweizer Cup – Halbfinal

Grasshopper Club Zürich – FC Zürich 6:5 n. V. (1:3, 5:5)

GC Zürich: Borer, Lichtsteiner (75. Da Silva), Castillo, Denicolà, Ziegler (65. Alfred), Cabanas (81. Mitreski), Tararache, Spycher, Eduardo, Petrić, Núñez, Trainer: Alain Geiger

FC Zürich: Taini, Dal Santo, Nef, Filipescu, Chihab, Schneider, Džemaili, Petrosjan (90. Yasar), Di Jorio (18. César), Gygax, Keita (74. Pallas), Trainer: Lucien Favre

Tore: 0:1 Gygax (6.) 0:2 Eigentor Ziegler (12.) 1:2 Petrić (37.) 1:3 Gygax (44.) 2:3 Eduardo (57.) 2:4 Gygax (61.) 2:5 César (61.) 3:5 Eduardo (83.) 4:5 Eduardo (89.) 5:5 Petrić (90.) 6:5 Núñez (95.)

Schiedsrichter: Urs Meier

Zuschauer: 11'200 (Hardturm, Zürich)

## Stadien und Spielstätten
| Datum           | Spielstätte                                                      |
| --------------- | ---------------------------------------------------------------- |
|                 | Spielfeld auf dem Sihlhölzli                                     |
|                 | Spielfeld auf dem Tonhalle-Areal (heute Kongresshaus) am Seequai |
|                 | Spielfeld im Quartier Enge                                       |
|                 | Spielfeld im Bodmergut (gegenüber Seefeldstrasse)                |
| 1899–1907       | Spielfeld an der Hardstrasse                                     |
| 1907–1909       | Spielfeld in Zürich Hardau                                       |
| 1909–1929       | Spielfeld an der Hardturmstrasse                                 |
| 1929–2007       | Hardturm                                                         |
| seit Sept. 2007 | Letzigrund                                                       |

Seit 1929 wurden die Heimspiele im Hardturm-Stadion im Industriequartier ausgetragen. Der Bau eines neuen Stadions mit einem Fassungsvermögen von 20'000 Zuschauern an gleicher Stelle ist geplant. Der Baubeginn ist aufgrund von Rekursen noch ungewiss, aufgrund des schlechten baulichen Zustands wurde das Stadion allerdings nach dem Spiel vom 1. September 2007 geschlossen. Seit September 2007 dient das Letzigrund-Stadion neben dem FC Zürich auch dem Grasshopper Club als Heimstadion.
Am 22. September 2013 stimmten die Zürcher Stimmberechtigten über das neue Stadion (reines Fussballstadion mit 16'000 Sitzplätzen) ab. 2015 wäre der Spatenstich geplant gewesen, und zum Saisonstart 2017/2018 hätte das neue Stadion eröffnet werden sollen. In diesem Stadion hätte auch der Stadtrivale FC Zürich gespielt. Dieses neue Stadion wurde von den Stimmberechtigten der Stadt Zürich mit 50,80 % abgelehnt.
Eine erneute Abstimmung über ein gemeinsames Stadion der beiden Stadtzürcher Vereine auf dem Hardturmareal wurde am 25. November 2018 von 53,8 % der Stadtzürcher angenommen.

## Die 1. Mannschaft
Saison 2024/25

Stand: 30. Mai 2025
Profispieler des Grasshopper Clubs Zürich, die an einen anderen Club ausgeliehen sind, werden nicht aufgeführt.
| Nr.          | Nat.                       | Spieler             | Im Verein seit | Letzter Verein            |          |          |          |
| Torhüter     | Torhüter                   | Torhüter            | Torhüter       | Torhüter                  | Torhüter | Torhüter | Torhüter |
| ------------ | -------------------------- | ------------------- | -------------- | ------------------------- | -------- | -------- | -------- |
| 23           | Schweiz                    | Nicolas Glaus       | 2023           | VfB Stuttgart II          |          |          |          |
| 29           | Osterreich                 | Manuel Kuttin       | 2023           | Wolfsberger AC            |          |          |          |
| 50           | Kosovo Schweiz             | Laurent Seji        | 2024           | eigene Jugend             |          |          |          |
| 71           | Schweiz                    | Justin Hammel       | 2022           | FC Stade Lausanne-Ouchy   |          |          |          |
| Verteidigung |                            |                     |                |                           |          |          |          |
| 02           | Niederlande                | Dirk Abels          | 2023           | Sparta Rotterdam          |          |          |          |
| 03           | Schweiz                    | Saulo Decarli       | 2024           | Eintracht Braunschweig    |          |          |          |
| 04           | Vereinigte Staaten Italien | Grayson Dettoni     | 2025           | FC Bayern München II      |          |          |          |
| 15           | Japan                      | Ayumu Seko          | 2022           | Cerezo Osaka              |          |          |          |
| 16           | Schweden                   | Noah Persson        | 2024           | BSC Young Boys            |          |          |          |
| 22           | Deutschland                | Benno Schmitz       | 2024           | 1. FC Köln                |          |          |          |
| 24           | Philippinen Schweiz        | Michael Kempter     | 2023           | FC St. Gallen             |          |          |          |
| 26           | Estland                    | Maksim Paskotši     | 2023           | Tottenham Hotspur         |          |          |          |
| 28           | Schweiz Italien            | Simone Stroscio     | 2022           | FC Schaffhausen           |          |          |          |
| 57           | Albanien Schweiz           | Elvir Zukaj         | 2021           | FC Kosovo                 |          |          |          |
| Mittelfeld   |                            |                     |                |                           |          |          |          |
| 06           | Albanien Schweiz           | Amir Abrashi        | 2021           | SC Freiburg/FC Basel      |          |          |          |
| 07           | Kamerun Deutschland        | Tsiy William Ndenge | 2021           | FC Luzern                 |          |          |          |
| 08           | Deutschland Polen          | Sonny Kittel        | 2024           | Raków Częstochowa         |          |          |          |
| 10           | Schweiz                    | Giotto Morandi      | 2019           | Eigene Jugend             |          |          |          |
| 11           | Schweiz                    | Pascal Schürpf      | 2023           | FC Luzern                 |          |          |          |
| 14           | Benin                      | Imourane Hassane    | 2025           | Loto FC                   |          |          |          |
| 19           | Kanada                     | Mathieu Choinière   | 2024           | CF Montreal               |          |          |          |
| 52           | Schweiz                    | Samuel Marques      | 2024           | Eigene Jugend             |          |          |          |
| 53           | Schweiz                    | Tim Meyer           | 2023           | Eigene Jugend             |          |          |          |
| 55           | Schweiz                    | Damian Nigg         | 2023           | Eigene Jugend             |          |          |          |
| 77           | Schweiz Portugal           | Filipe de Carvalho  | 2021           | Eigene Jugend             |          |          |          |
| Stürmer      |                            |                     |                |                           |          |          |          |
| 09           | Schweiz Deutschland        | Nicolas Muci        | 2024           | FC Lugano                 |          |          |          |
| 17           | Argentinien Italien        | Thomás Verón Lupi   | 2024           | Racing Club de Montevideo |          |          |          |
| 18           | Korea Sud                  | Young-joon Lee      | 2024           | Suwon FC                  |          |          |          |
| 20           | Frankreich                 | Evans Maurin        | 2024           | Yverdon Sport FC          |          |          |          |
| 25           | Gambia                     | Adama Bojang        | 2024           | Stade Reims               |          |          |          |
| 27           | Frankreich Elfenbeinküste  | Bryan Lasme         | 2025           | FC Schalke 04             |          |          |          |
| 66           | Australien                 | Nestory Irankunda   | 2025           | FC Bayern München         |          |          |          |

## Spieler, Trainer und Funktionäre
Spieler, Trainer und Funktionäre sind in der Kategorie:Person (Grasshopper Club Zürich) zu finden.

### Bekannte ehemalige Spieler

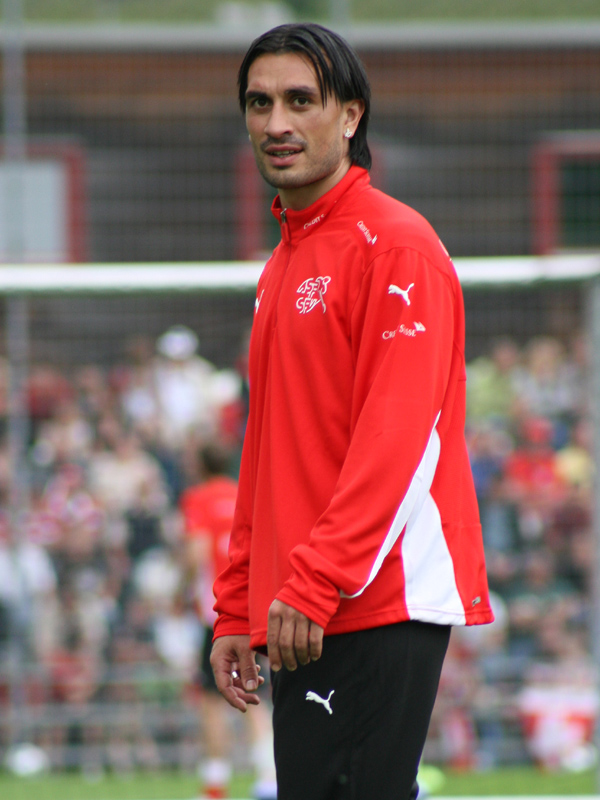
Hakan Yakin

| André «Trello» Abegglen Max «Xam» Abegglen Martin Andermatt Robert Ballaman Roger Berbig Fredy Bickel Rolf Blättler Günter Netzer Thomas Bickel Branislav Vukosavljević Stéphane Chapuisat René Deck Adrián de Vicente Ruedi Elsener Hans-Peter Friedländer Ivo Frosio | Ove Grahn Mats Gren Heinz Hermann Jonny Hey Ico Hitrec René Hüssy Charly In-Albon Kurt Jara Marcel Koller Giovane Élber Senad Lulić André «Bigi» Meyer Severino Minelli Viorel Moldovan Dieter Müller Sirio Vernati | Richard Núñez Raimondo Ponte Vittorio Pozzo Kurt Rüegg Wynton Rufer Maximilian Schell Hannes Schmidhauser Walter Schoeller Stephan Lichtsteiner Ciriaco Sforza Claudio Sulser Alain Sutter Mihai Tararache Kubilay Türkyılmaz Ramon Vega Johann Vogel | Roger Vonlanthen Fritz Wagner Hakan Yakin Murat Yakin Reto Ziegler Martin Brunner Nestor Subiat Mladen Petrić Steven Zuber Andy Egli Patrick Müller Ricardo Cabanas Roman Bürki Izet Hajrović Stéphane Grichting Kim Källström |

### Trainer seit 1925
| Von  | Bis  | Trainer                          |
| ---- | ---- | -------------------------------- |
| 1925 | 1934 | Izidor «Dori» Kürschner          |
| 1935 | 1948 | Karl Rappan                      |
| 1948 | 1950 | Gerhard Walter                   |
| 1950 | 1955 | Willi Treml                      |
| 1955 | 1958 | Wilhelm Hahnemann                |
| 1958 |      | Svetislav Glišović               |
| 1958 | 1960 | Antun Pogačnik                   |
| 1960 | 1963 | Branislav Vukosavljević          |
| 1963 | 1964 | Alfred Bickel                    |
| 1964 | 1966 | Albert Sing                      |
| 1966 | 1967 | Werner Brunner und Werner Schley |
| 1967 | 1969 | Henri Skiba                      |
| 1969 | 1970 | Werner Brunner und Werner Schley |
| 1970 | 1973 | René Hüssy                       |
| 1973 | 1976 | Erich Vogel und István Szabó     |
| 1976 | 1979 | Helmuth Johannsen                |
| 1979 | 1980 | Jürgen Sundermann                |
| 1980 | 1982 | Timo Konietzka                   |
| 1982 | 1983 | Hennes Weisweiler                |
| 1983 | 1985 | Miroslav Blažević                |

| Von  | Bis        | Trainer           |
| ---- | ---------- | ----------------- |
| 1985 | 1986       | Timo Konietzka    |
| 1986 | 1988       | Kurt Jara         |
| 1988 | 1991       | Ottmar Hitzfeld   |
| 1991 | 1992       | Oldrich Svab      |
| 1992 | 1993       | Leo Beenhakker    |
| 1993 | 1997       | Christian Gross   |
| 1997 | ad interim | Hanspeter Latour  |
| 1998 |            | Rolf Fringer      |
| 1999 |            | Roger Hegi        |
| 1999 | 2000       | Roy Hodgson       |
| 2000 | ad interim | Piet Hamberg      |
| 2000 | 2001       | Hans-Peter Zaugg  |
| 2002 | 2003       | Marcel Koller     |
| 2003 | ad interim | Carlos Bernegger  |
| 2004 |            | Alain Geiger      |
| 2004 | ad interim | Carlos Bernegger  |
| 2005 |            | Hanspeter Latour  |
| 2006 | 2007       | Krassimir Balakow |
| 2007 | ad interim | Carlos Bernegger  |
| 2007 | 2009       | Hanspeter Latour  |

| Von  | Bis        | Trainer             |
| ---- | ---------- | ------------------- |
| 2009 | 2012       | Ciriaco Sforza      |
| 2012 | 2013       | Uli Forte           |
| 2013 | 2015       | Michael Skibbe      |
| 2015 | 2017       | Pierluigi Tami      |
| 2017 |            | Carlos Bernegger    |
| 2017 | 2018       | Murat Yakin         |
| 2018 | ad interim | Mathias Walther     |
| 2018 | 2019       | Thorsten Fink       |
| 2019 | 2019       | Tomislav Stipić     |
| 2019 | 2020       | Uli Forte           |
| 2020 | 2020       | Goran Djuricin      |
| 2020 | ad interim | Zoltan Kadar        |
| 2020 | 2021       | João Carlos Pereira |
| 2021 | ad interim | Zoltan Kadar        |
| 2021 | 2023       | Giorgio Contini     |
| 2023 | 2024       | Bruno Berner        |
| 2024 | 2024       | Marco Schällibaum   |
| 2024 | 2025       | Tomas Oral          |
| 2025 |            | Gerald Scheiblehner |

### Präsidenten
| 1897–1898: Hans Wunderly 1898–1903: Robert C. Westermann 1905–1906: Max Arbenz 1907–1908: Frid. Jenny 1909: Walter Fierz 1909–1910: Fritz Rank 1910–1913: Walter Schoeller 1914: Hans Walter 1915: Walter Schoeller 1916–1917: F. Jenny 1918: J. de Groot ... | 1927–1934: Willy Escher 1934–1947: Herrmann Hofmann 1947–1948: Adolf Jucker 1948–1955: Eberhard Weiss 1955–1957: René Bracher 1957–1962: Charles Barrier 1962–1969: E. Luk Keller 1969–1971: Albert Fader 1971–1973: Josef Outry 1973–1974: Werner Brunner 1974–1985: Karl Oberholzer 1985–1986: Urs Bender 1986–1987: Thomas Preiss 1987–1991: Fritz Peter | 1991–1994: Benno Bernardi 1994–1999: Romano Spadaro 1999–2003: Peter Widmer 2003–2005: Thomas Gulich 2005–2007: Walter Brunner 2007–2010: Roger Berbig 2010–2011: Urs Linsi 2011–2012: Roland Leutwiler 2012–2013: André Dosé 2014–2019: Stephan Anliker 2019: Stephan Rietiker 2020–2023: Sky Sun 2023–2024: Matt Jackson seit 2024: Stacy Johns |

## Jugendarbeit
Der Verein hat seit je eine bedeutende Jugendabteilung. Die Grundlage dazu bildet der GC-Campus, ein Schulungs-, Ausbildungs- und Trainingszentrum, das allen GCZ-Fussballmannschaften zur Verfügung steht. Finanziert wurde das 20 Millionen Schweizer Franken teure Trainingsgelände von Anhängern und der Stadt Zürich. Es liegt aus wirtschaftlichen und Platzgründen in Dielsdorf und Niederhasli. Aufgrund von finanziellen Schwierigkeiten ist die Nachwuchsarbeit in den letzten Jahren vermehrt ins Zentrum des allgemeinen Interesses gerückt, obwohl der Club schon seit langer Zeit im Schweizer Nachwuchsbereich führend ist. Der Club arbeitet auch mit der Fussball-Schule Bernd Voss und seinem Team zusammen.

## GC Frauen

### Geschichte
Die GC Frauen gingen 2009 aus einer Kooperation mit dem im Oktober 2006 gegründeten FFC United Schwerzenbach hervor.
Das Schwerzenbacher Frauenteam, das Ende der siebziger Jahre beim FC Schwerzenbach entstand, feierte schon zuvor bemerkenswerte Erfolge. So schlug es beim Pfingstturnier 1982 in Stockach den französischen Vizemeister Marseille. 1988 schaffte es den Aufstieg in die Nationalliga A und spielt seither ununterbrochen in der höchsten Schweizer Frauenliga (2020 umbenannt in Women’s Super League). 1992 wurde das Team in Baden durch einen Finalsieg gegen den Schweizer Meister DFC Bern Cupsieger, 1999 Schweizer Meister und 2003 in Basel zum zweiten Mal Cupsieger, wieder im Final gegen den inzwischen umbenannten FFC Bern. Als FFC United Schwerzenbach gewann das Team 2008 in Bern nochmals den Schweizer Cup.
Im Sommer 2008 gingen der Grasshopper Club und der FFC United Schwerzenbach eine Zusammenarbeit ein, wodurch der Halbprofessionalismus ermöglicht werden sollte. In der Saison 2008/09 traten die Frauenteams unter dem Namen GC/Schwerzenbach an. Im Jahr darauf wurde GC/Schwerzenbach vollkommen in den Grasshopper Club Zürich integriert. Das Frauenteam und die Juniorinnen spielen seither, ab Saison 2009/2010, unter dem Namen GC Frauen.

### Teams
Bei den GC Frauen spielen rund 100 Frauen und Mädchen in fünf Teams der nationalen und regionalen Meisterschaften. Alle Frauenteams tragen ihre Heimspiele auf dem GC-Campus in Niederhasli aus. Als CEO (General Manager Frauenfussball) fungierte von 2021 bis 2024 die frühere Spitzenspielerin Lara Dickenmann. Trainer ist seit der Winterpause 2024/25 João Paiva.

### Meisterschaft seit 2010
Die Saison 2010/11 beendeten die GC Frauen auf dem 5. Platz (von 8 Teams), die Saisons 2011/12 und 2012/13 auf dem 8. (von nun 10 Teams).
In den Saisons 2013/14 und 2014/15 belegten die GC Frauen den zweitletzten Platz und mussten zusammen mit dem Letzten der Nationalliga A gegen den Ersten und den Zweiten der Nationalliga B Auf-/Abstiegsspiele bestreiten. 2014 belegten sie mit vier Siegen, einem Unentschieden und einer Niederlage den ersten Platz der Vierergruppe, zu der weiter der SC Schwyz (stieg ab) aus der Nationalliga A sowie der FC Rapperswil-Jona (stieg auf) und der FCF Rapid Lugano aus der Nationalliga B gehörten. 2015 belegten die GC Frauen mit fünf Siegen und einer Niederlage den zweiten Platz der Gruppe mit dem FC Rapperswil-Jona (stieg ab) aus der Nationalliga A sowie dem FCF Rapid Lugano (stieg auf) und dem SC Derendingen Solothurn aus der Nationalliga B. Die GC Frauen konnten sich damit in beiden Fällen in der Nationalliga A halten.
Die Saison 2015/16 belegten die GC Frauen auf dem 6. und die Saison 2016/17 auf dem 7. Platz. Weil danach die Nationalliga wieder auf 8 Teams reduziert wurde, mussten die vier Letzten, und damit auch die GC Frauen, Auf-/Abstiegsspiele gegen den Ersten und den Zweiten der Nationalliga B bestreiten. Die GC Frauen schafften als Erste der Sechsergruppe mit vier Siegen und einer Niederlage (nur Hin-, keine Rückrunde) problemlos den Verbleib in der Nationalliga A. Zur Auf-/Abstiegsrunden-Gruppe gehörten neben ihnen der FC Yverdon Féminin, der FC Staad und der SC Derendingen Solothurn aus der Nationalliga A sowie der FC Aarau und die Femina Kickers Worb aus der Nationalliga B (der FC Staad und der SC Derendingen Solothurn stiegen ab, der FC Aarau, obwohl nur Drittplatzierter, auf, weil durch den Rückzug des FC Neunkirch ein zusätzlicher Platz in der Nationalliga A frei geworden war).
Danach wurden die Platzierungen deutlich besser: In der Saison 2017/18 belegten die GC Frauen den 5., 2018/19 den 3., 2019/20 den 6. und 2020/21 den 5. Platz.
Für die Saison 2021/22 wurde die Meisterschaft wieder auf 10 Teams aufgestockt und ein Play-off eingeführt.
In der Saison 2024/25 übernahm Erich Vogel das Amt des Sportchefs. In der Winterpause wurde mit João Paiva ein neuer Trainer eingesetzt, ausserdem wurden drei neue ausländische Spielerinnen verpflichtet. Die GC Frauen beendeten die Qualifikation auf dem 6. Platz, gewannen danach jedoch im Playoff-Viertelfinal gegen Servette FC Chênois Féminin und im Halbfinal gegen den FC Basel, die in der Qualifikation den dritten bzw. zweiten Platz belegt hatten. Den Playoff-Final gegen den BSC Young Boys verlor GC nach einem 1:0-Sieg im Hinspiel erst im Penaltyschiessen. Die Finalqualifikation berechtigte GC zur Teilnahme am Europacup in der Folgesaison.

## Anhängerschaft
Seit Jahren hat der Club durchschnittliche, aber beständige Zuschauerzahlen. Die Stadtderbys und Spiele gegen Basel locken dabei immer am meisten Zuschauer ins Stadion. Ein Problem entstand durch das lange Warten auf ein neues Stadion nach dem Abbruch des Hardturm-Stadions. Denn der neue Spielort, das nur ein Kilometer entfernte Stadion Letzigrund, ist bei den Fans unbeliebt. Dies führte zu einer drastischen Minderung der Zuschauerzahlen im Stadion.
Der «Donnerstag-Club» ist eine 1964 in Zürich gegründete, einflussreiche Gönnervereinigung des Grasshopper Clubs Zürich. Die Mitgliedschaft ist persönlich und auf einen langjährigen Freundeskreis ausgerichtet. Das Ziel ist, die Fussballaktivitäten des GCZ moralisch und finanziell zu unterstützen. Die Mitglieder sind Persönlichkeiten der Wirtschaft, selbständig oder in leitenden Positionen. Die emotionale Beziehung zum Grasshopper Club und die Freude am Fussball verbinden die 125 Mitglieder, die sich monatlich treffen. Der Donnerstag-Club gewährleistet dem Stadtzürcher Fussballclub zwar eine gewisse finanzielle Sicherheit, hat aber kein Vermögen und strebt keine eigenmächtigen Korrekturen beim Spielerkader an.
Anfang dieses Jahrzehnts lancierte die GC-Führung die Kampagne GC Family. Dies brachte dem Verein zwar vorerst Geld in die Kasse, fügte ihm jedoch ein «Family-Image» zu. Laut GC-Fans wurde der Verein damit schweizweit lächerlich gemacht. Der Versuch wurde auch innerhalb des Clubs bekämpft und war schliesslich ein totaler Misserfolg. Zudem bekamen viele treue GC-Fans zweifelhafte Stadionverbote. Der Rekordmeister wurde zum «braven» Family-Verein und verlor dadurch zahlreiche Anhänger und Sympathisanten. Der Zuschaueraufmarsch sank sogar bis auf 5000–6000 Zuschauer pro Heimspiel. Die Fans lancierten 2006 einen offiziellen Boykott. Sie forderten die Abschaffung der GC Family, die Aufhebung sämtlicher zweifelhaften Stadionverbote und ein Mitspracherecht bezüglich Marketing. Der Boykott wurde unterschiedlich befolgt, mit Aktionen im Stadion und ausserhalb. Im Herbst 2006 konnten sich die Fans mit dem Verein einigen, und so wurde der Boykott am 14. Oktober 2006 im Spitzenspiel gegen den FC St. Gallen aufgehoben. Die Medien skandierten danach «Der Hardturm lebt wieder!». Die Fans machten dem Verein klar, dass ohne sie nichts geht und dass sie mehr als nur Zuschauer sind. Schliesslich wurde entschieden, die Anhänger künftig in Sachen Marketing mitreden zu lassen.
Die IG «GC Züri» wurde von den aktiven Fans Ende 2006 gegründet und trat während der Winterpause 2006/07 in Kraft. Sie besass anfangs eine sehr hohe Anzahl an Mitgliedern und konnte den einfachen Fans innerhalb des Vereins eine starke Position verschaffen. Anfang Saison 2009/10 organisierte die IG GC Züri via Online-Plattformen (z. B. Facebook) eine Spendenaktion für den in Schulden versinkenden Grasshopper Club Zürich unter dem Namen «Rettet GC». Wenige Zeit später wurde bereits ein 6-stelliger Betrag gesammelt.
Mittlerweile beschränkt sich die IG GC Züri auf ihre Rolle als Bindeglied zwischen den Vereinsoffiziellen und der Fankurve des Grasshopper Clubs Zürich, die sich im Sommer 2015 in Anlehnung an den Stehplatzsektor im alten Hardturmstadion unter dem Namen Sektor IV zusammengeschlossen haben und mittlerweile die Organisation der Fanszene verantworten. Sektor IV fungiert als Sprachrohr der Fankurve und ist verantwortlich für die Organisation von Extrazügen und Fananlässen, für Merchandising-Artikel, Rechtshilfe und Weiteres.

### Fanlokal
Die Fans des Grasshopper Clubs Zürich betrieben ein Fanlokal am Limmatplatz mit dem Namen «Sächs Foif». Es war jeweils am Mittwoch-, Donnerstag- und Freitagabend sowie vor und nach Heimspielen des Grasshopper Clubs Zürich geöffnet. Der Name des Lokals bezieht sich auf die Adresse an der Heinrichstrasse 65. Das Lokal erzählte die Geschichte des Grasshopper Clubs Zürich und wurde von Fans aus allen Sozialschichten und Kulturen des Vereins besucht. Im Juni 2019 musste das Lokal schliessen, da der Mietvertrag nicht mehr verlängert wurde.

## Rivalitäten

### FC Zürich
Zehn Jahre nach dem GCZ wurde am 1. August 1896 der FC Zürich durch den Zusammenschluss dreier Stadtzürcher Fussballclubs gegründet. Der Grasshopper Club ist demnach der ältere der beiden Clubs. Am 20. November 1897 fand das erste Zürcher Derby zwischen den zukünftigen Erzrivalen statt. Der Grasshopper Club besiegte den FCZ mit 7:2. Die Kritik ging mit dem Verlierer zum Teil schonend um. Das Schweizer Sportblatt fand sogar lobende Worte. Der Redaktor hiess Hans Enderli – und war FCZ-Präsident. Als der GCZ 1909 zwischenzeitlich aus dem Verband austrat, änderte der FCZ die Club- und Trikotfarben von Rot-Weiss auf Blau-Weiss, was traditionell die Farben des Grasshopper Clubs waren. Die Rivalität beider Clubs wurde durch die Auffassung verstärkt, wonach der GCZ eher von der bürgerlichen Schicht, der FCZ hingegen von Arbeitern unterstützt wird.
Im ersten Derby-Jahrhundert waren einige denkwürdige Resultate zu verzeichnen gewesen. In der Kriegs-Meisterschaft 1942/43 schaute sogar ein zweistelliges Ergebnis heraus: 11:2 für den GCZ. Der höchste FCZ-Sieg war für lange Zeit der Sieg in der Saison 1963/64. Dem halben Dutzend Treffern des Letzigrund-Teams stand nur ein GCZ-Tor gegenüber. In der Saison 2011/12 konnte dann der FCZ das erste Derby gegen GC mit 6:0 für sich entscheiden. Weil die beiden Vereine nicht immer in derselben Liga spielten, dauerte es 70 Jahre bis zum 100. Stadtderby. Es fand am 2. September 1967 vor 15'000 Schaulustigen auf dem Hardturm statt. Der Schwede Ove Grahn, Roland Citherlet und Rolf Blättler erzielten die Tore zum 3:0-Sieg des GC.
Die Stadien der beiden Vereine – der ehemalige Hardturm des GC im Kreis 5 und der Letzigrund des FCZ an der Grenze des Kreises 4 zu Altstetten – lagen sehr nahe beieinander. Dazwischen lagen die Bahngeleise der SBB. Spieler, die «über die Geleise» wechselten, gab es wegen der Rivalität jahrzehntelang nicht. Als beispielsweise der ehemalige Schweizer Nationaltrainer Jakob Kuhn vom FCZ zu den Grasshoppers wechselte, war der Volkszorn derart heftig, dass der Mittelfeldspieler nach nur zwei Monaten nolens volens wieder zu seinem Stammclub zurückkehrte. Noch heute sind Spieler, die «über die Geleise» wechseln, bei ihrem Ex-Club ausgesprochen unbeliebt. Da ursprünglich beide Stadien komplett neu erbaut werden sollten, zuerst der Letzigrund und anschliessend der Hardturm, tragen die beiden Vereine seit Jahren ihre Spiele im selben Stadion aus. Das neue Hardturm-Stadion wurde allerdings nie gebaut. Der «neue» Letzigrund wurde am 23. September 2007 mit dem 209. Derby offiziell eröffnet. Der FCZ gewann das Spiel klar mit 4:0.

### FC Basel
Die Abneigung zwischen dem Grasshopper Club Zürich und dem FC Basel ist stark geprägt von der Rivalität zwischen den Städten Zürich und Basel. Eine Besonderheit des Schweizer Fussballs ist dabei, dass sowohl das Duell zwischen dem Grasshopper Club Zürich und Basel als auch das Duell zwischen dem FC Zürich und FC Basel als «Klassiker» angesehen werden. Oft kommt es zu gewaltsamen Auseinandersetzungen zwischen den rivalisierenden Fans. Darum gilt dieses Duell als sogenanntes High-Risk-Spiel, was die Stadt wegen der vielen Sicherheitsvorkehrungen sehr viel Geld kostet.

## Weitere Sektionen

### Sektion Rudern
Die Ruder-Sektion wurde 1904 gegründet. Der GCZ brachte erfolgreiche Ruderer wie Xeno Müller, der 1996 Olympiasieger wurde, oder Simon Stürm und Walter Schoeller hervor. Auch der ehemalige Präsident des Weltruderverbandes, Thomas Keller, entstammt dem Verein.

### Sektionen Tennis
Der GCZ umfasst zwei Tennis-Sektionen, die «Tennis Sektion» (Tennis Ouvert Sektion) und die «Tennis Couvert Sektion». Die Tennis-Sektion spielt auf offenen Plätzen, die Tennis-Couvert-Sektion in der Halle.
Die Sektion Tennis entstand 1890. Sie wurde 1901 wieder aufgelöst, aber 1915 neu gegründet. Im Herbst 1928 wurde aus dem Kreise der Tennis-Sektion die Sektion Tennis-Couvert ins Leben gerufen.
Heute spielen die Damen wie auch die Herren in der Nationalliga A des Interclubs. Die Herren gewannen 2004 den Schweizer Meistertitel. Unter anderem spielten Vasilis Mazarakis, Michael Lammer und Juri Schtschukin beim Grasshopper Club.

### Sektion Landhockey
| Europacupbilanz Herren Feld |                          |        |       |            |
| Jahr                        | Wettbewerb               | Niveau | Platz | Ort        |
| 1992                        | Cup Winners Trophy       | 2      | 5     | Swansea    |
| 1993                        | Club Champions Trophy    | 2      | 6     | Prag       |
| 1994                        | Club Champions Challenge | 3      | 3     | Gibraltar  |
| 1995                        | Club Champions Challenge | 3      | 3     | Bratislava |
| 1998                        | Club Champions Challenge | 3      | 3     | Glasgow    |
| 2002                        | Cup Winners Cup          | 1      | 5     | Eindhoven  |
| 2008                        | Club Trophy              | 2      | 8     | Paris      |

1923 gründete man die Landhockey-Sektion für Frauen. 1924 entstand die Herren-Abteilung. 1925 wurden die Frauen erstmals Schweizer Meister, ein Jahr später taten es ihnen die Herren gleich. Bereits 1928 konnte der GCZ gegen Gegner wie Real-Polo Madrid reüssieren.
Die Herren konzentrierten sich im Gegensatz zu den Damen auf ihre Auslandseinsätze und vernachlässigten die Schweizer Meisterschaft. So konnten sie ihren nächsten Titel erst 1938 wieder holen. 1945 holten die Damen ihren siebten Titel. Dies war der letzte des GCZ für 40 Jahre.
Nachdem die Stadtzürcher neben der Feldmeisterschaft auch in der Hallenmeisterschaft teilnahmen, schafften 1986 die Herren den zweiten Rang im inoffiziellen Europacup der Landesmeister. Sowohl die Damen wie auch die Herren wurden mehrfach Schweizer Hallenmeister. 1992 gewann der GCZ nach einer fünfzigjährigen Durststrecke wieder die Feldmeisterschaft der Herren.
2003 verpassten die GCZ-Herren die Bronzemedaille im Europacup nur knapp.
Die Herren wie auch die Damen spielen in der Nationalliga A.
Der Grasshopper Club wurde bei den Herren achtfacher Hallenmeister und siebenfacher Feldmeister. Die Damen kamen auf neun Feld- und sieben Hallentitel.

### Sektion Handball
Die Handball-Sektion (GC Amicitia Zürich) ist mit 26 Meistertiteln Schweizer Rekordmeister. Die Meistertitel wurden in den Jahren 1950–1952, 1954–1957, 1962–1966, 1968–1970, 1975–1979, 1987–1991 und 2008–2009 gewonnen.
Ausserdem gewann der Verein in der Saison 2008/09 den Schweizer Cup bei den Männern.
Das Gründungsjahr der Handball-Sektion ist 1931. Sie spielt in der Nationalliga A, seit der Saison 2007/08 in einer Allianz mit den Kadetten Schaffhausen. Sie wollen gemeinsam national und international noch erfolgreicher spielen. Den freiwerdenden Platz in der Swiss Handball League nahm die zweite Mannschaft der GC-Handballabteilung anstelle der ersten ein.
In der Zeit zwischen 1964 und 1977 prägte der norwegische Weltklassehandballer Arild Gulden, der auch in der Sektion Fussball mitmachte, das Geschehen, und mit ihm konnte der GCZ viele Meistertitel – sowohl im Fussball als auch im Handball – holen.
Nachdem die Stadtzürcher in den 1980er-Jahren trotz dem Engagement des Trainers Vlado Stenzel, der vorher mit Jugoslawien Olympiasieger und mit Deutschland Weltmeister geworden war, in die NLB abgestiegen waren, konnten sie 1991 nach dem Wiederaufstieg ihren 21. Meistertitel im Handball holen.
In der Saison 2005/06 wurden sie hinter den Kadetten Schaffhausen zum fünften Mal in Serie Vize-Schweizer-Meister.
Am 23. August 2010 fusionierte die Handballabteilung mit dem Zürcher Handballclub Amicitia Zürich und bildet nun unter dem Namen GC Amicitia Zürich den grössten Handballverein der Schweiz.

### Sektion Eishockey
1932 entstand zusammen mit der Dolder-Kunsteisbahn in Zürich das Eishockeyteam der Grasshoppers, das 1934 als fünfte Sektion in den Grasshopper Club Zürich aufgenommen wurde.
Der GCZ war bis 1945, 1946 bis 1957 sowie 1963 bis 1968 jeweils in der Nationalliga A. Dazwischen war er jeweils in der Nationalliga B. In der Saison 1965/66 wurde er Schweizer Meister und Cupsieger.
1967 stieg er wiederum in die NLB ab. 1971 wurde er sportlich in die 1. Liga relegiert. Nach einem Intermezzo 1982/1983 in der NLB fiel er 1984 für vier Jahre gar in die 2. Liga hinunter. Seit 1993 haben sich die GCK Lions wieder in der NLB etabliert.
2000 erfolgte die Fusion mit dem SC Küsnacht, und die GCK Lions AG (GCK Lions Eishockey AG) wurde gegründet. Der Eishockey-GCZ wurde nach der Fusion neu gegründet und spielt in der fünfthöchsten Spielklasse (3. Liga). Der Schwerpunkt der Sektion Eishockey liegt im Nachwuchs. Letzter grosser Erfolg war die Meisterschaft der Elite-A-Junioren in der Saison 2006/07. Die GC-Eishockey-Sektion war Initiantin des Zusammenschlusses mit dem ZSC und ist tragendes Mitglied in der sportlich äusserst erfolgreichen ZLE-Pyramide, der Betriebsgesellschaft von ZSC Lions und GCK Lions.

### Sektion Squash
Im Squash spielt der GCZ bei den Herren und Damen in der Nationalliga A. Seit der erstmaligen Austragung der Nationalliga in der Saison 1978/79 wurde der GCZ bei den Herren insgesamt dreizehn Mal Schweizer Meister, bei den Damen zwei Mal. Zuletzt gelang dies in der Saison 2023/24, wo sich sowohl das Damen- wie auch das Herrenteam den Schweizer Meistertitel holte. Neben den beiden Nationalliga-A-Teams ist die Squash-Sektion mit sechs weiteren Mannschaften in der Nationalliga B und tieferen Ligen vertreten.
Der GCZ ist Veranstalter des Grasshopper Cups.

### Sektion Unihockey
Die Unihockey-Sektion wurde nach einer Fusion der Clubs UHC Cosmic Zürich, UHC Zürich und der Zürich Lakers im Jahre 2002 gegründet.
Die Herren des GCZ spielen in der NLA, unter anderem mit dem tschechischen Nationalspieler Aleš Jakubek. Bekannteste Spieler der noch jungen Vereinsgeschichte waren die schwedischen Weltklassespieler Niklas Jihde, der 2005 in seine Heimat zurückkehrte und da bereits in der ersten Saison mit AIK Meister wurde, und Kim Nilsson, der von 2014 bis 2016 bei GC spielte.
In der Saison 2015/16 sicherte sich GC seinen ersten Schweizer Meistertitel. 2011, 2014 und 2017 wurden sie Cupsieger.

### Sektion Curling
Die Curling-Sektion wurde 1962 gegründet.
In der Saison 2007/08 spielte der GCZ sowohl bei den Damen (Team Irene Schori) wie bei den Herren (Team Reto Seiler) in der höchsten Spielklasse (Swiss Curling League A).

### Sektion Rugby
Der Rugby Club Zürich wurde 1968 gegründet und 2008 als elfte Sektion in den Grasshopper Club integriert.
Auch im Rugby spielt der GCZ sowohl bei den Herren (Nationalliga A) wie bei den Frauen (Nationalliga Frauen) in der jeweils höchsten Spielklasse. Zusätzlich spielt die zweite Mannschaft der Herren in der Nationalliga C. Die Rugby-Sektion gewann 2003 und 2013 den Schweizer Cup und 2014 die Schweizer Meisterschaft, dies jeweils als erster Verein aus der deutschsprachigen Schweiz.

### Sektion Basketball
Der Basketball Club Zürich Academica, der 1950 als Basketballclub Zürich gegründet worden war, fusionierte 2010 mit dem Grasshopper Club Zürich zur 12. Sektion. Zeitgleich gelang der Aufstieg in die Nationalliga A. In der Saison 2016/17 wurden die Juniorinnen und Junioren der CBSZ Basketball Academy Zürich beim Grasshopper Club Zürich aufgenommen. Sowohl die Juniorinnen der Kategorie Damen U16 als auch die Herren U19 gewannen für die 12. Sektion bereits in ihrer ersten Saison beim GC jeweils den Schweizer Meistertitel. Ausserdem stellt der GC mehrere Nationalspieler und -spielerinnen im Juniorenbereich.

### Sektion Beachsoccer
Der Grasshopper Club Zürich griff als GC Beach Soccer in der Saison 2012 zum ersten Mal in den Spielbetrieb der Suzuki Beachsoccer League ein und wurde direkt Schweizer Meister. Am 23. September 2012 gewann er im Play-off-Final gegen die BSC Sable Dancers Bern knapp mit 6:5. Mitverantwortlich für diesen Erfolg war der Schweizer Nationalspieler Dejan Stanković, der zugleich als Trainer fungierte.